# Кут, Эр (генерал, 1726)
Сэр Эр Кут (англ. Eyre Coote; 1726 — 28 апреля 1783, Мадрас) — британский генерал-лейтенант ирландского происхождения, прославившийся своим участием в боевых действиях в Индии.

## Биография
Эр Кут родился в 1726 году неподалёку от Лимерика в семье преподобного Чайдли Кута. Попав на службу в 27-й пехотный полк (27th Regiment of Foot), он в 1745 году принял участие в подавлении якобитского восстания, а позднее стал капитаном 39-го пехотного полка — первого регулярного полка Британской армии, отправленного в Индию.
В 1756 году часть полка, к тому времени расквартированного в Мадрасе, была отправлена на соединение с силами Роберта Клайва чтобы помочь ему отбить Калькутту, недавно взятую навабом Бенгалии Сирадж уд-Даулой. Город был взят британцами в январе 1757 года, при этом Кут и Клайв так сильно рассорились по вопросу о том, кто из них займёт Форт-Уильям, что чуть было не начали стрелять друг в друга; этот инцидент привёл к соперничеству и вражде между ними.
Получив из Европы известия о начале Семилетней войны, Британская Ост-Индская компания решила сосредоточиться на борьбе с французскими факториями в Индии, заключив с бенгальским навабом перемирие. Успехи британцев не понравились Сирадж уд-Дауле, и он списался с находившимся в южной Индии французским «солдатом удачи» Бюсси-Кастельно. В результате боевые действия между англичанами и бенгальцами возобновились, и 23 июня 1757 года Клайв разбил Сирадж-уд-Даулу в битве при Плесси. В это время за проявленные успехи Кут получил местный аналог звания майора.
Пока Клайв действовал в Бенгалии, Бюсси-Кастельно вторгся в Ориссу, захватил британские фактории и стал хозяином в большей части прибрежных регионов между Мадрасом и Калькуттой. Зимой 1758—1759 годов Клайв отправил отряд Кута обратно на юг. Пройдя несколько сот километров в экстраординарных условиях, что сказалось на его здоровье, Кут, получив звание подполковника, возглавил присланный из Великобритании 84-й пехотный полк, и стал сосредотачивать силы для обороны Мадраса, от которого только что отошли французы после неудачной осады.
В октябре 1759 года французский командующий граф де Лалли, подавив бунт в собственных войсках, вновь выступил против Мадраса. 22 января 1760 года состоялась битва при Вандиваше, после которой, потеряв четверть своих сил, в том числе раненного Бюсси, Лалли ретировался в Пондишерри. Осенью после тщательной подготовки, Кут приступил к осаде Пондишерри.
Вскоре после капитуляции Пондишерри, произошедшей 15 января 1761 года, Кут был назначен командующим силами Британской Ост-Индской компании в Бенгалии. В 1762 году он вернулся в Великобританию, получив от Компании за свою службу украшенный драгоценностями почётный меч. В 1771 году Эйре Кут стал рыцарем Ордена Бани.
В 1779 году Эр Кут вернулся в Индию уже в звании генерал-лейтенанта и в должности главнокомандующего. Он быстро нашёл общий язык с генерал-губернатором Уорреном Гастингсом, предоставившим ему свободу рук в военных вопросах. Когда началась Вторая англо-майсурская война, Кут, тщательно подготовившись, 1 июня 1781 года разгромил майсурского правителя Хайдера Али в битве у Поллипура. 27 августа последовала битва у Порто-Ново, где британцы опять разбили майсурцев.
Тяжёлая кампания 1782 года окончательно подорвала уже надломленное здоровье Кута, и 28 апреля 1783 года он скончался в Мадрасе.

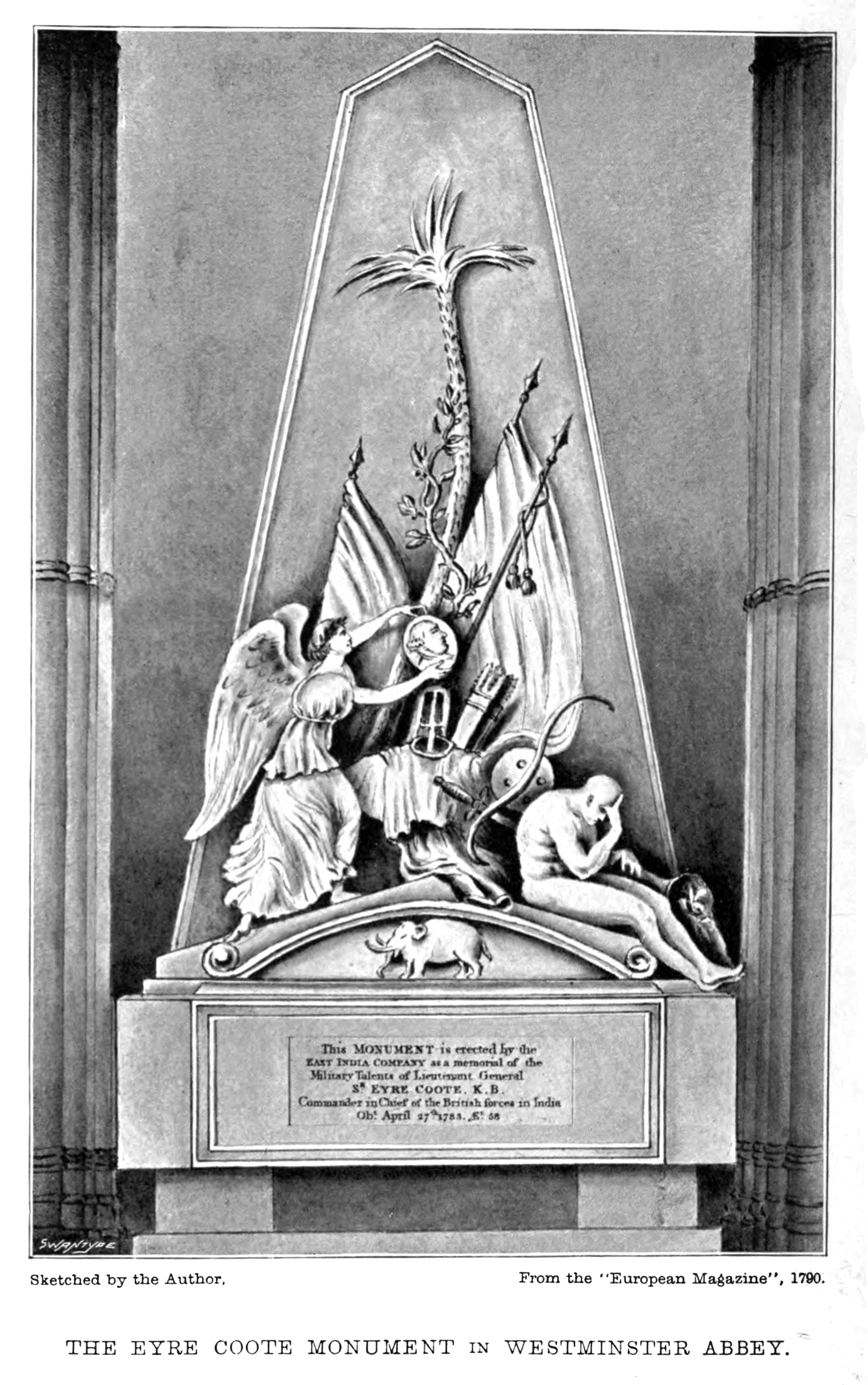
Монумент в честь Эра Кута в Вестминстерском аббатстве

В память об Эре Куте был сооружён монумент в Вестминстерском аббатстве в Лондоне. Его племянник, которого также звали Эр Кут и который также был рыцарем Ордена Бани, в 1806—1808 годах служил губернатором Ямайки.